# Полянки (Комсомольский район)
Полянки — деревня в Комсомольском районе Ивановской области России, входит в состав Новоусадебского сельского поселения.

## География
Деревня расположена в 21 км на запад от райцентра города Комсомольск.

## История
В конце XIX — начале XX века деревня являлась центром Коварчинской волости Суздальского уезда Владимирской губернии.
С 1929 года деревня входила в состав Губцевского сельсовета Тейковского района, с 1932 года — в составе Комсомольского района, с 1974 года — в составе Светиковского сельсовета, с 2005 года — в составе Новоусадебского сельского поселения.

## Население
| 1859 | 1905 | 2010 |
| ---- | ---- | ---- |
| 105  | ↗255 | ↘1   |